# Jesús López Fidalgo
Jesús López Fidalgo  (León, 30 de mayo de 1963) es un matemático español, catedrático de Estadística en la Universidad de Navarra. Presidente de la Sociedad de Estadística e Investigación Operativa (SEIO) desde 2019 hasta 2022.

## Biografía
Comenzó la licenciatura de Matemáticas en la Universidad de Valladolid, concluyéndola en la Universidad de Salamanca, donde se doctoró, consiguiendo un accésit al Premio de la Real Academia de Doctores de España por su tesis doctoral. Allí inició su carrera docente como profesor hasta 2005. Ese año se trasladó a Ciudad Real para continuar su docencia en la Escuela Técnica Superior de Ingenieros Industriales de la Universidad de Castilla-La Mancha, donde obtuvo la cátedra de Estadística e Investigación Operativa, y fue director (2008-2016).
Realizó estancias prolongadas de investigación y docencia en el Instituto de Ciencia y Tecnología de la Universidad de Mánchester, Universidad de Glasgow, Universidad de California en Los Ángeles (1998-99), Universidad de California en Riverside y Universidad de Alberta (Canadá).
Ha sido gestor del Plan Nacional de Matemáticas en el Ministerio de Ciencia e Innovación (2009-2011).
En 2016 se desplazó a Pamplona, donde prosiguió su docencia como catedrático de Estadística en la Universidad de Navarra. En ese centro académico es: director del Instituto de Ciencia de Datos e Inteligencia Artificial, del máster en Ciencia de Big Data, y Director de la Unidad de Ciencia de los Datos del Instituto Cultura y Sociedad (ICS).
Es profesor adjunto de la Universidad Nacional de Colombia en Medellín.
Coordina un nodo de la Red nacional de Bioestadística, con diversos grupos de investigación de las universidades de Almería, Castilla-La Mancha, La Laguna, Navarra, Salamanca y Zaragoza.
Una de sus principales líneas de investigación se ha centrado en el diseño de experimentos y en el desarrollo de múltiples colaboraciones en estadística aplicada.
Fue editor en jefe de la revista Test. Ha dirigido trece tesis doctorales.

## Publicaciones
Ha publicado más de cien artículos en revistas científicas, en su mayoría internacionales; y cuatro libros, entre los que destaca:
- El azar no existe: tratamiento para el manipulador patológico, apto solamente para gente que piensa (lea el prospecto antes de comenzar el tratamiento), Murcia, Electolibris, 2015, 1ª, VIII, 204 pp., ISBN: 9788494306013.[8]

## Asociaciones a las que pertenece
- Presidente de la Sociedad de Estadística e Investigación Operativa, de la que fue editor del Boletín de la SEIO, Vocal de los Consejos Académico y Ejecutivo y Vicepresidente de estadística.[6]
- Miembro del subcomité de Métodos Estadísticos de AENOR.[7]
- Miembro electo del Instituto Internacional de Estadística.[3]

## Distinciones
- Cruz con distintivo blanco al Mérito Policial.[7]